# Rübhausen
Rübhausen ist ein Ortsteil der Stadt Königswinter im nordrhein-westfälischen Rhein-Sieg-Kreis. Er gehört zum Stadtteil Oberpleis und zur Gemarkung Wahlfeld, am 30. September 2022 zählte Rübhausen 56 Einwohner.

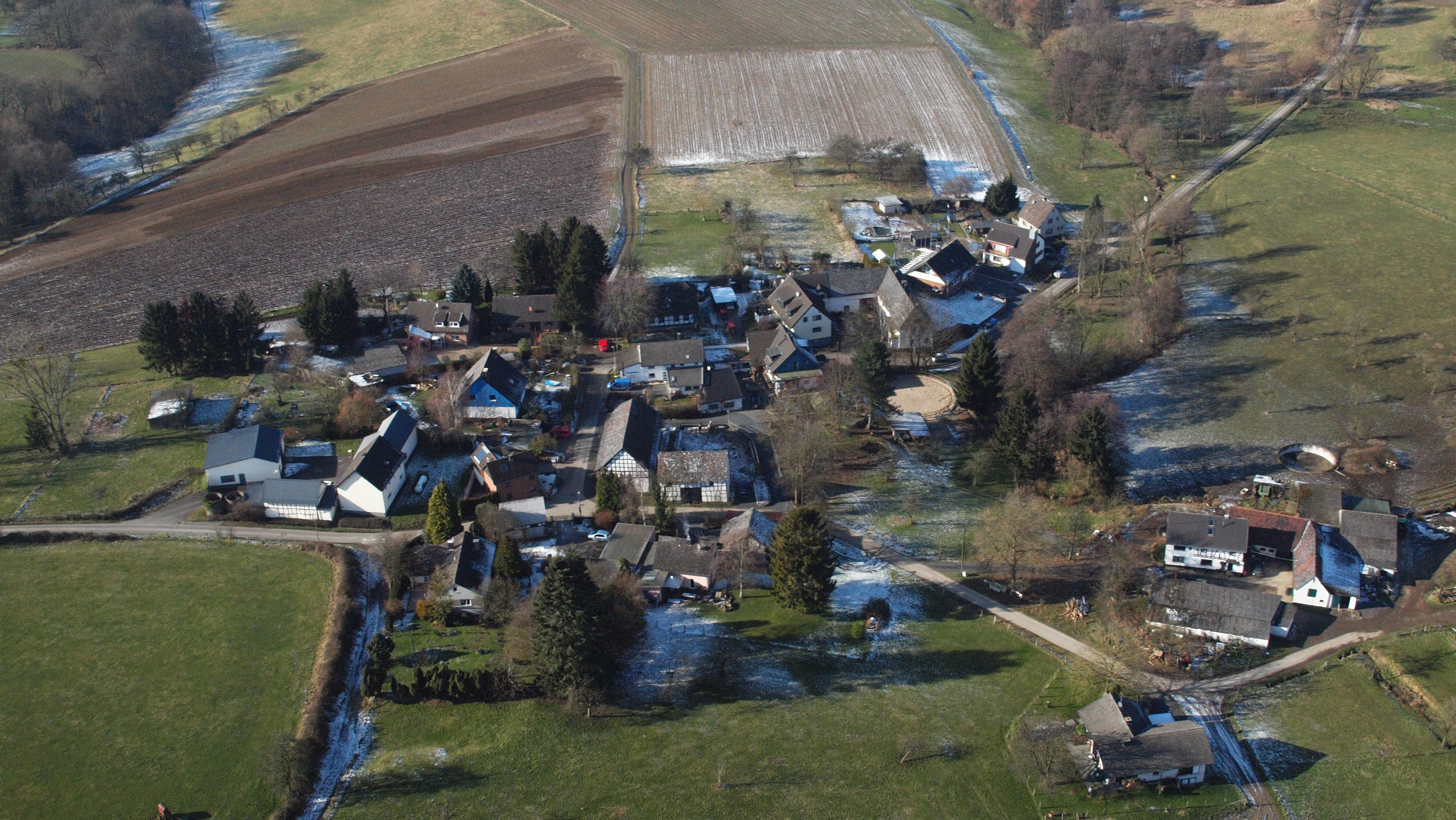
Rübhausen, Luftaufnahme (2015)

## Geographie
Der Weiler Rübhausen liegt im Pleiser Hügelland auf 200 m ü. NHN und einem nach Nordwesten zu dem am Ortsrand verlaufenden Pleisbach-Zufluss Eisbach abfallenden Gelände, zwei Kilometer nordöstlich des Ortszentrums von Oberpleis. Zu den nächstgelegenen Ortschaften gehören Broichhausen und Kurscheid im Norden und Nordosten, Wiersberg im Osten (alle Stadt Hennef (Sieg)), Waschpohl und das bis auf 300 m an Rübhausen heranreichende Pützstück im Südosten und Süden, Eisbach im Südwesten und Pleiserhohn im Nordwesten. Zu den Nachbarorten führen ausschließlich Gemeindeverbindungsstraßen.

## Geschichte
Rübhausen gehörte zur Honschaft Wahlfeld, einer von zuletzt fünf Honschaften, aus denen sich das Kirchspiel Oberpleis im bergischen Amt Blankenberg zusammensetzte. Die Ortschaft trat spätestens 1572 im Zusammenhang mit einer Verpachtung des Rübhauser Zehnten durch den Propst von Oberpleis zur Hälfte an einen Lambert von Rübhausen urkundlich in Erscheinung.
Nach Auflösung des Herzogtums Berg im Jahre 1806 war Rübhausen Teil der Kataster- bzw. Steuergemeinde Wahlfeld im Verwaltungsbezirk der Bürgermeisterei Oberpleis und wurde 1845/46 mit Wahlfeld in die neu gebildete Gemeinde Oberpleis eingegliedert. Im Rahmen von Volkszählungen war die Ortschaft mindestens bis 1843 als Hof verzeichnet. Sie ist seither nicht wesentlich über ihren damals erreichten Umfang hinausgewachsen.
| Jahr | Einwohner |
| ---- | --------- |
| 1816 | 42        |
| 1828 | 47        |
| 1843 | 62        |
| 1885 | 43        |
| 1905 | 55        |

## Sehenswürdigkeiten

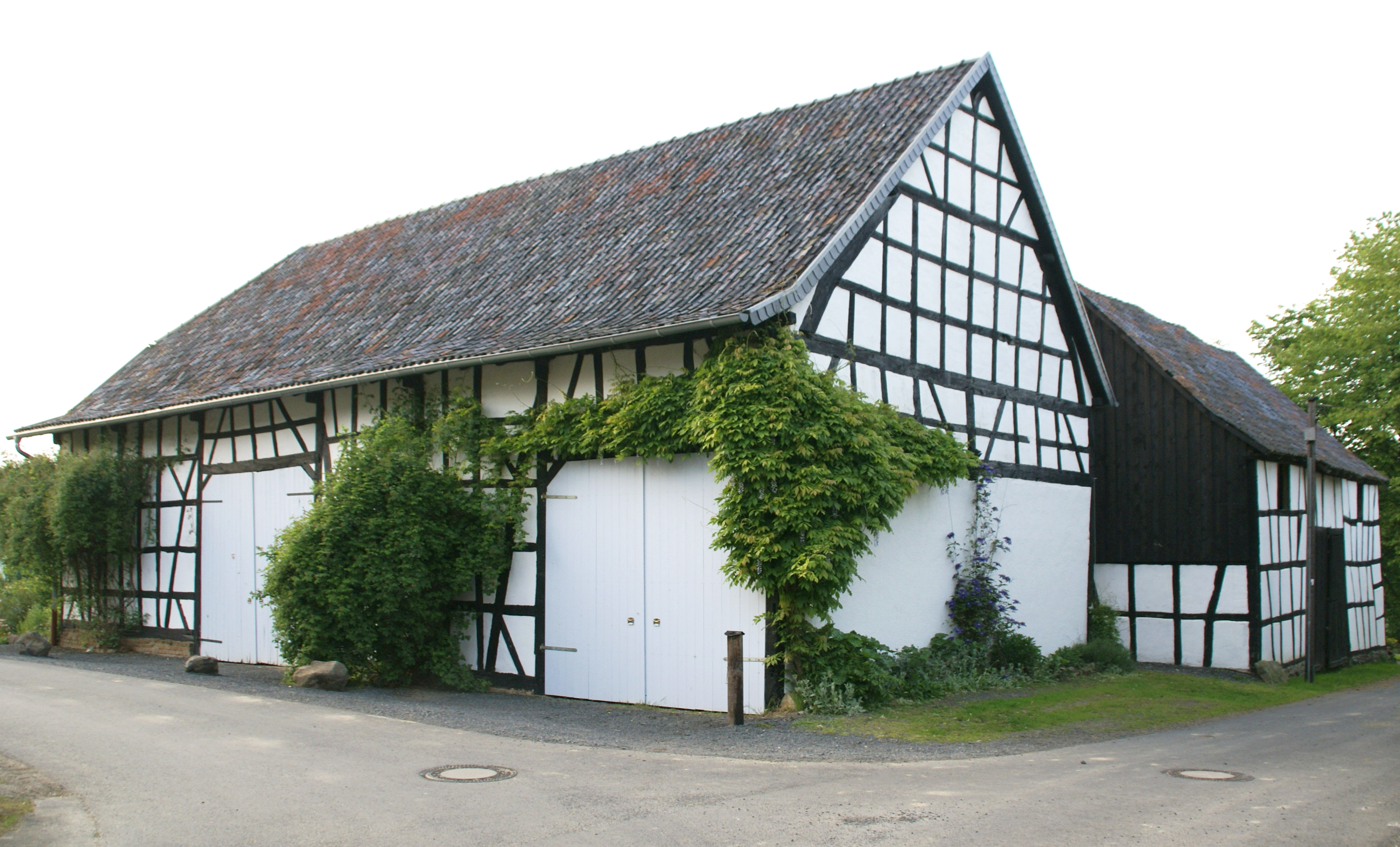
Denkmalgeschützte Fachwerkscheune (2014)

Als Baudenkmal unter Denkmalschutz steht eine Fachwerkscheune aus dem 18. Jahrhundert an der Rübhausener Straße Ecke Arnoldsgarten. Es handelt sich um eine freistehende Quertennenscheune mit Krüppelwalmdach, die auf einer Giebelseite verputzt ist.
Zwischen Rübhausen und Pützstück liegt der Reithof des Gestüts Tannenhof, der vor der Inbetriebnahme des Laagshofs 1971 das erste Reitsportzentrum der Stadt Königswinter war und unter anderem zwei Reithallen umfasst.